# ۱۰ محرم
۱۰ محرم، دهمین روز سال و دهمین روز ماه محرم در گاه‌شماری هجری قمری است که به آن عاشورا هم می‌گویند

## رویدادها
- ۵ - غزوه ذات‌الرقاع میان مسلمانان مدینه و بنی‌غطفان.
- ۶۱ - نبرد بین سپاه عمر سعد که فرمانده نیروهای یزید بن معاویه بود و سپاه حسین بن علی در کربلا

## درگذشتگان
- ۶۱ - حسین بن علی • ابوبکر بن حسن • ابوثمامه صیداوی • بریر بن خضیر همدانی • جعفر بن عقیل بن ابیطالب • جناده بن حارث سلمانی • حارث بن امری القیس کندی • حبیب بن عبدالله نهشلی • حجاج بن زید سعدی • حجاج بن مسروق جعفی • حر بن یزید ریاحی • حلاس بن عمر راسبی • حنظله بن اسعد شبامی • حنظله بن عمرو شیبانی • زهیر بن قین • عابس بن ابی شبیب الشاکری • عباس بن علی • عبدالرحمان بن عقیل • عبدالله بن مسلم بن عقیل • علی‌اصغر پسر حسین • علی‌اکبر پسر حسین • قاسم بن حسن • محمد بن مسلم بن عقیل • مسلم بن عوسجه • نافع بن هلال
- ۱۲۷۲ - حسن محسنی، فقیه جعفری، نویسندهٔ دینی و شاعر  ایرانی قاجاری.

## مراسم و مناسبت‌ها
- عاشورا برای شیعیان